# Oxytropis aciphylla
Oxytropis aciphylla är en ärtväxtart som beskrevs av Carl Friedrich von Ledebour. Oxytropis aciphylla ingår i släktet klovedlar, och familjen ärtväxter.

## Underarter
Arten delas in i följande underarter:
- O. a. aciphylla
- O. a. utriculata